# Dématérialisation de courriers entrants
Qu’ils soient de nature financière, commerciale, qu’ils aient trait aux achats, aux ressources humaines, à la relation client, transitant ou non par un service courrier, la liste des documents et courriers entrants concernés par un processus de dématérialisation s’allonge de jour en jour.

## Enjeux
Les enjeux de dématérialisation associés à chacun de ces documents sont différents, de même que la complexité de mise en œuvre de la dématérialisation. Ceci est d’autant plus vrai lorsqu’il s’agit de documents à valeur probante pour lesquels, au même titre qu’un document au format papier, une preuve d’authenticité et d’intégrité peut être exigée en cas de contrôle, de litige, etc. Aussi, en 2009, les pratiques de dématérialisation de courriers entrants sont encore fortement hétérogènes.
Les avantages pour les entreprises ont essentiellement liés à la transformation numérique des métiers. C'est-à-dire, une nouvelle façon de s'organiser et de travailler avec de nouveaux outils et méthodes, à différents niveaux :
- organisationnels (confort de travail pour les services avec la suppression du papier, mise en place d'une Gestion Electronique des Documents, facilité pour la mise en place du télétravail et de solutions mobiles),
- opérationnels (traçabilité et suivi des envois en temps réel, rationalisation des circuits de validation des factures fournisseurs avec un Workflow),
- financiers (réduction des délais de paiement, reporting en temps réel des prévisions de trésoreries)[1],[2],[3].

## Approches
Deux formes de dématérialisation des documents et courriers entrants coexistent le plus fréquemment au sein des organisations interrogées par MARKESS International en 2008 : 
- D’une part, la dématérialisation dite « native » qui consiste pour une entreprise à recevoir directement des documents entrants sous forme de données ou informations numériques. Il s’agit par exemple de documents, quel que soit leur format, reçus en tant que fichiers attachés à un courrier électronique, d’informations intégrées dans le corps d’un e-mail, mais également de données transmises via un formulaire en ligne à remplir sur un site web ou un extranet, de données reçues grâce à un flux EDI (Echange de Données Informatisées) ou encore de données échangées de façon structurée reposant sur le langage XML ou ses dérivés. Dans tous ces cas, la dématérialisation ne se limite pas au simple document ou courrier mais concerne le flux dans son intégralité ;
- D’autre part, la dématérialisation de documents et courriers reçus au format papier puis dématérialisés grâce à des opérations plus ou moins automatisées permettant de valoriser l’information et son traitement. Ainsi, certaines organisations ont automatisé grâce à des solutions matérielles et logicielles appropriées par exemple à la phase d’ouverture/extraction du pli papier et de préparation des documents en vue d’une dématérialisation (suppression des agrafes, identification des lots à dématérialiser, etc.), à la numérisation de ces documents (que celle-ci soit réalisée en interne ou confiée à un prestataire externe) ou la reconnaissance et la lecture de documents. En 2008, 51 % des organisations interrogées par MARKESS International indiquent traiter automatiquement au moins une opération associée à la dématérialisation de ces documents reçus initialement au format papier.

Les projets de dématérialisation ont souvent été initialement développés de façon opportuniste par les différentes directions au sein d'une même entreprise, sans grande coordination entre eux. Ils tendent à être progressivement envisagés de façon plus globale. En 2010, un nombre croissant d’organisations met ainsi en place des projets de dématérialisation plus transverses, comme c'est le cas avec la dématérialisation du processus "procure-to-pay" qui vise à automatiser le processus de bout en bout, des demandes d’achats aux factures fournisseurs, jusqu’aux avis de paiement

## Freins
Un certain nombre d’éléments semble encore freiner les organisations dans leur volonté d’aller plus loin dans la dématérialisation de documents entrants ou d’engager une véritable politique dans ce sens : une culture papier encore fortement ancrée et associée fréquemment à une peur du changement, des investissements à consentir jugés trop coûteux, des projets qui leur semblent complexes à mener à bien. Ces projets ne sont en effet pas sans impact sur l’organisation. Un réel travail en amont se révèle nécessaire, notamment afin d’aider les responsables fonctionnels à mieux formaliser leurs besoins.